# New Mexico State Auditor

Das große Siegel von New Mexico

Der New Mexico State Auditor gehört zu den konstitutionellen Ämtern des Staates New Mexico. Der Amtsinhaber ist für die Autorisierung, die Durchführung und die Überwachung von Audits bei allen staatlichen Behörden sowie staatlichen und lokalen Stellen zuständig.
Das Amt wurde im Jahr 1912 mit einer fünfjährigen Amtszeit geschaffen. Der Amtsinhaber wird durch die wahlberechtigte Bevölkerung von New Mexico gewählt. Zu den Wahlen im Jahr 1916 wurde die Amtszeit auf zwei Jahre reduziert mit der Möglichkeit einer einmaligen Wiederwahl. Die Amtszeit wurde zu den Wahlen im Jahr 1970 dann auf vier Jahre verlängert. Eine Wiederwahl war nicht möglich. Zu den Wahlen im Jahr 1990 erfolgte eine weitere Änderung. Die Amtszeit verblieb bei vier Jahren. Dafür wurde die Möglichkeit einer einmaligen Wiederwahl eingeräumt.
Der amtierende New Mexico State Auditor ist Tim Keller, welcher seinen Posten am 1. Januar 2015 antrat.

## Liste der New Mexico State Auditors
| #  | State Auditor        | Amtszeit  | Parteizugehörigkeit |
| -- | -------------------- | --------- | ------------------- |
| 1  | William G. Sargent   | 1912–1918 | Republikaner        |
| 2  | Edward Sargent       | 1919–1920 | Republikaner        |
| 3  | Edward L. Safford    | 1921–1922 | Republikaner        |
| 4  | Juan N. Vigil        | 1923–1926 | Demokrat            |
| 5  | Miguel A. Otero III. | 1927–1928 | Republikaner        |
| 6  | Victoriano Ulibarrí  | 1929–1930 | Republikaner        |
| 7  | Arsenio Velarde      | 1931–1934 | Demokrat            |
| 8  | José O. García       | 1935–1938 | Demokrat            |
| 9  | E. D. Trujillo       | 1939–1942 | Demokrat            |
| 10 | J. D. Hannah         | 1943–1946 | Demokrat            |
| 11 | E. D. Trujillo       | 1947–1950 | Demokrat            |
| 12 | Robert D. Castner    | 1951–1954 | Demokrat            |
| 13 | J. D. Hannah         | 1955–1957 | Demokrat            |
| 14 | Ben Chávez           | 1957–1958 | Republikaner        |
| 15 | Robert D. Castner    | 1959–1962 | Demokrat            |
| 16 | Alex J. Armijo       | 1963–1966 | Demokrat            |
| 17 | Harold G. Thompson   | 1967–1970 | Republikaner        |
| 18 | Frank M. Olmstead    | 1971–1974 | Demokrat            |
| 19 | Max R. Sánchez       | 1975–1978 | Demokrat            |
| 20 | Alvino E. Castillo   | 1979–1982 | Demokrat            |
| 21 | Albert Romero        | 1983–1986 | Demokrat            |
| 22 | Harroll H. Adams     | 1987–1990 | Demokrat            |
| 23 | Robert E. Vigil      | 1991–1998 | Demokrat            |
| 24 | Domingo P. Martinez  | 1999–2006 | Demokrat            |
| 25 | Hector H. Balderas   | 2007–2014 | Demokrat            |
| 26 | Tim Keller           | seit 2015 | Demokrat            |